# Christina Oiticica
Christina Oiticica (Río de Janeiro, 23 de noviembre de 1951) es una artista plástica y pintora brasileña. Es también la esposa del escritor Paulo Coelho. 

## Técnica
Oiticica es conocida por la utilización de una técnica exótica neoconcretista que recuerda el land art y también el ecoart - una técnica que permite que los elementos de la naturaleza influyan sobre sus obras. Oiticica, hija de los movimientos artísticos experimentales de la década de 1970 que emergieron en Río de Janeiro, su ciudad natal, ha llevado sus cuadros por todo el mundo. 
Christina Oiticica ideó la combinación del land art – que utiliza como soporte a la naturaleza en tanto como materia – con la pintura realizada en los Pirineos franceses, hace cinco años, cuando con una tela de unos 10 metros de largo, decidió pintar al aire libre en medio de la naturaleza. Una vez finalizada la obra, la dejó secar allí mismo. Al día siguiente, al ir a buscarla, descubrió que el polvo, la tierra, las hojas y algunos insectos se habían integrado en la tela. Sin haberlo premeditado, la naturaleza había influido sobre esta pintura.
La artista empezó esta técnica pintando en los bosques, valles y montañas de los Pirineos, en Francia, y el resultado de este trabajo se convirtió en el libro La Cuatro Estaciones. Después, entre 2004 y 2005, ella enterró varias de sus telas en la selva Amazónica (Brasil) y esperó un año para desenterrarlas. La selva húmeda y ecuatorial dejó sus marcas indelebles en los cuadros. En 2005, Christina también llevó su obra para el Valle Sagrado de Ganeshpuri en la India. 
Entre 2006 y 2008, Oiticica eligió el Camino de Santiago, sitio sagrado y simbólico que recibe peregrinos de todo el mundo como su taller. La artista compuso sus telas en distintos lugares del Camino: utilizando el relieve de las piedras, la intervención de la lluvia, de la nieve, del color de la tierra, pigmentos naturales y la cera. Una vez compuestas, las pinturas fueron «plantadas» en la tierra y recuperadas meses después.
De modo general Oiticica deja sus telas en la tierra por un periodo de 9 meses (el ciclo de la gestación) o por un año (ciclo de las estaciones).

## Exposiciones
En veinte años de carrera artística, las obras de Christina Oiticica han sido expuestas en más de sesenta galerías de doce países. Entre las principales exposiciones se destacan: 
- Carrousel du Louvre – París - Francia.
- Britto Central – Miami – USA.
- Festival Art Masters – St Moritz – Suiza
- Infr'action – Festival de Séte, Francia.
- Galería BACI – Washington, Estados Unidos.
- Luis Vuitton – San Paulo, Brasil.
- Centro Cultural Francia-Brasil – Río de Janeiro, Brasil.
- 4a Exposición Visual de Fotografías – Bienal de Lieja, Bélgica.
- Galería Mestnua – Liubliana, Eslovenia.
- 48 Salón de Arte Contemporáneo de Montrouge, França.
- Museo Nacional de Bellas Artes – Río de Janeiro, Brasil.
- Casa de Oscar Wilde – Dublín, Irlanda.
- Museo Histórico Nacional – Río de Janeiro, Brasil.